# Randy Cunningham: Der Ninja aus der 9. Klasse
Randy Cunningham: Der Ninja aus der 9. Klasse (Originaltitel: Randy Cunningham: 9th Grade Ninja) ist eine amerikanische Flash-Animationsserie von  Jed Elinoff und Scott Thomas.
Unter anderem wird sie von Titmouse, Inc. und Boulder Media Limited produziert. Viele der Charakterdesigns lieferte Jhonen Vasquez, der Erfinder von Invader Zim. Nach einer Pilotfolge am 13. August 2012 begann die reguläre Ausstrahlung der Serie am 17. September 2012 auf Disney XD in den Vereinigten Staaten.

## Handlung
Vor 800 Jahren hätte es ein böser Zauberer fast geschafft die Erde zu regieren. Seitdem wird er unter der Erde gefangen gehalten. Doch nun gibt es neue Gefahren und böse Mächte versuchen die Weltherrschaft an sich zu reißen. Um das zu verhindern, wird alle vier Jahre ein Schüler der Norrisville Highschool heimlich zum Ninja ausgebildet. Dieser soll die bösen Schurken dann davon abhalten, die Erde zu erobern. Als der Teenager Randy Cunningham entdeckt, dass er als Norrisvilles neuer Ninja auserwählt wurde, begibt er sich zusammen mit seinem besten Freund Howard in die Schlacht gegen den teuflischen Hannibal McFist.

## Charaktere
Randy CunninghamIst ein Schüler aus der 9. Klasse, der auserwählt wurde, der nächste Ninja zu werden. Er und sein bester Freund Howard lieben Videospiele. Durch das Buch „Das Ninja-Nomicon“ versucht er oftmals neue Dinge über seinen Ninja-Anzug herauszufinden. Außerdem sind Randy und Howard in einer Band namens „30 Seconds to Math“, eine Parodie der Band „30 Seconds to Mars“. Randy ist möglicherweise ein guter Sänger. Er ist nicht sehr intelligent und neigt dazu den guten Rat des Ninja-Nomicons zu ignorieren. Er missbraucht seine Kräfte und Waffen oftmals für alberne Scherze, wie z. B. für Rauchbomben. Es hat auch den Anschein als wäre er in Theresa Fowler verliebt.
Howard WeinermanIst Randys bester Freund. Er ist ein großer Fan der Ninjas, bis er erfährt, dass Randy der neueste Ninja ist. Er und Randy sind außerdem in einer Band namens „30 Seconds to Math“.
Der HexenmeisterIst ein böser Schurke, der den Ninja vernichten will. Dieser einmalige Meister der dunklen Künste wurde vor 800 Jahren durch die letzten Überlebenden der Norisu Nine (eine Familie von Ninjas, die die Hexenmeister bekämpften) unter der Erde gefangen gehalten. Als über seine Grabstätte die Norrisvile High School gebaut wurde erwachte er wieder. Um zu entkommen, muss der Hexenmeister Chaos anrichten, um seine Kräfte zu stärken. Wenn er genug Chaos anrichtet, könnte er aus seinem Gefängnis ausbrechen und die Welt zerstören. Sein Verbündeter ist Hannibal McFist.
Hannibal McFistIst der Eigentümer und CEO von McFist Industries und besitzt fast alles. Er hat einen rechten Roboterarm. Sein Verbündeter ist der Hexenmeister.
Willem Viceroy IIIIst ein verrückter Wissenschaftler. Er ist verantwortlich für alle Roboter, die Randy angreifen. Als McFists Chef-Wissenschaftler kümmert er sich nicht viel um Geld und Macht. Er will nur, dass jeder seine Genialität zu schätzen weiß. In der Folge „Monster-Abfall“ stellt sich heraus, dass er ein Einzeller namens Nicholas als Haustier hat.
Heidi WeinermanIst Howards ältere Schwester. Sie ist groß, schön und sehr beliebt. In der Folge „Freundschaft“ zeigt sich, dass sie eine talentierte Sängerin ist. Sie nennt Randy oft mit falschen Namen, die sich auf Randy reimen.
Theresa FowlerIst eine Schülerin der Norrisville Highschool, die sich für Twirling interessiert. Außerdem ist sie in Randy verliebt.
Debby KangIst eine Einser-Schülerin, die mexikanische Todesbären sehr mag, denn sie findet sie sehr süß. Dank einer CD kann sie außerdem fließend Spanisch sprechen.
MorganIst eine Schülerin der Norrisville Highschool und die Anführerin der „Dancing Fish“.
Marci McFistIst die Ehefrau von Hannibal McFist und Mutter von Bashford Johnson. Obwohl sie sich bewusst ist, dass ihr Mann ein Superschurke ist, hat sie keine Ahnung davon, dass ihr Sohn der größte Tyrann der Schule ist.
Bashford „Bash“ JohnsonIst der größte Tyrann der Schule und der Stiefsohn von Hannibal McFist. Außerdem ist er der Crushin’ Carp Quarterback der Norrisville Highschool und er denkt, er sei der König der Schule.
Principal SlimovitzIst der Schulleiter der Norrisville Highschool. Immer wenn Randy in der Schule gegen Monster kämpft, wird sein Auto dabei zerstört.
Marilyn DriscollIst Randy und Howards Naturwissenschaftslehrerin. Nach dem Tod ihres Mannes hat sie sein Skelett aufbewahrt und spricht regelmäßig mit ihm. Ihr Ehemann war ein verrückter Wissenschaftler.
Coach GreenIst Randy und Howards verrückter Sportlehrer.
Mr. BannisterIst Randy und Howards lauter Englischlehrer.
StevensIst der Posaunist in der Blaskapelle der Schule und trägt immer eine Sonnenbrille.
JulianIst ein Gothic Schüler und trägt ein lila Zylinderhut, ein lila Anzug und hat vampirähnliche Zähne.
Bucky HensletteIst ein Schüler der Norrisville Highschool. Er wird ständig von Bash gemobbt. Er hat ein Auge auf „Flötengöre“ und hat sogar schon ein Lied für sie geschrieben.
„Flötengöre“Ist eine Schülerin der Norrisville Highschool und Flötistin in der Blaskapelle der Schule.

## Synchronisation
| Rolle                   | Originalsprecher                            | deutsche Sprecher    |
| ----------------------- | ------------------------------------------- | -------------------- |
| Randy Cunningham        | Ben Schwartz                                | Amadeus Strobl       |
| Howard Weinerman        | Andrew Caldwell                             | Daniel Zillmann      |
| Der Hexenmeister        | Tim Curry (Staffel 1) Ben Cross (Staffel 2) | Tom Deininger        |
| Hannibal McFist         | John DiMaggio                               | Tilo Schmitz         |
| Willem Viceroy III      | Kevin Michael Richardson                    | Michael Pan          |
| Heidi Weinerman         | Cassie Scerbo                               | Marlene Weigel       |
| Theresa Fowler          | Sarah Hyland                                | Inken Baxmeier       |
| Debby Kang              | Piper Curda                                 |                      |
| Morgan                  | Kari Wahlgren                               | Nadine Heidenreich   |
| Marci McFist            | April Stewart                               |                      |
| Bashford „Bash“ Johnson | Dave Wittenberg                             | Tobias Müller        |
| Principal Slimovitz     | Jim Rash                                    |                      |
| Marilyn Driscoll        | Megan Mullally                              |                      |
| Coach Green             | John Oliver                                 |                      |
| Mr. Bannister           | Neil Flynn                                  |                      |
| Stevens                 |                                             | Heiko Akrap          |
| Julian                  | Dee Bradley Baker                           | Konrad Bösherz       |
| Flötistin               | Grey DeLisle                                | Giovanna Winterfeldt |
| Mort Weinerman          | Richard Kind                                | Roland Wolf          |

## Ausstrahlung
In den USA lief die erste Staffel vom 13. August 2012 auf Disney XD bis zum 8. Februar 2014.
Die zweite Staffel begann am 19. Juli 2014 auf dem US-Sender Disney XD.
In Deutschland begann die Ausstrahlung der ersten Staffel am 3. Juni 2013 auf dem Pay-TV-Sender Disney XD und endete am 28. Februar 2014. Am 1. Juli begann die Free-TV-Ausstrahlung auf dem Disney Channel. Im ersten Durchlauf der Serie wurde aber die 16. (bzw. 31. und 32.) Folge übersprungen.
Die deutsche Erstausstrahlung der 2. Staffel wurde am 24. November 2014 auf Disney XD zum ersten Mal ausgestrahlt.